# Caraphia minor
Caraphia minor là một loài bọ cánh cứng trong họ Cerambycidae.